# Ielizaveta Polónskaia
Ielizaveta Grigórievna Polónskaia, rus: Елизавета Григорьевна Полонская, AFI /jɪlʲɪzɐˈvʲɛtə pɐˈlonskəjə/, cognom de soltera Ielizaveta Grigórievna Movxenzon, rus: Елизавета Григорьевна Мовшензон (nascuda el 26 de juny [C.J. 14 de juny] de 1890 a Varsòvia, llavors Imperi Rus ; † 11 de gener de 1969 a Leningrad, Unió Soviètica) fou una escriptora, poetessa i traductora russa i soviètica, membre fundador dels Germans Serapion.

## Primers anys
Ielizaveta Grigórievna provenia d'una família jueva de parla russa. El seu pare, Grigori Lvóvitx Movxenson (1861–1915), nascut a Daugavpils, era un enginyer que s'havia graduat amb alts honors a l'Institut Politècnic de Riga. La seva mare, Xarlotta Ilítxnina, nascuda Meilakh (1861-1946) provenia d'una gran família de comerciants jueus de Białystok.El primer idioma de la seva família era el rus, però a Liza també se li va ensenyar francès, alemany, italià i anglès. A causa de la condició d'enginyer del seu pare, se li va concedir el dret de viure fora de la demarcació jueva, i la família es va moure amb freqüència. Just després del naixement de Liza, es van traslladar a Łódź, on va passar la major part de la seva infantesa. Movxenson va ser educada formalment al gymnasium femení, on es va interessar per la política. Movxenson es va unir (amb l'ajuda de la seva mare) a grups secrets que estudiaven Belinski i economia política. Tot i això, també va estudiar el judaisme amb un rabí, i «no només les històries en si mateixes, sinó també el llenguatge bíblic (tot i que en la traducció russa) van causar una profunda impressió en ella; el seu vers solemne i retòric està sovint marcat pels eslavonismes».
Preocupat pels pogroms del 1905, el seu pare va enviar Liza, la seva mare i el seu germà Aleksandr a Berlín, on vivia la germana de Xarlotta, Fanni; Liza es va incorporar a un altre grup d'estudis per a joves, on va llegir Marx. L'any següent la família es va traslladar a Sant Petersburg, on va començar a treballar per a la cèl·lula bolxevic a la secció de Semiànnikov del districte de Névskaia Zastava, i ocasionalment enviada a Finlàndia a recollir fulletons de Vladímir Lenin per distribuir a Sant Petersburg. El 1908, per evitar l'arrest i continuar la seva formació, se'n va anar a París, on es va matricular a l'escola de medicina de la Sorbona. Assistia a reunions del Partit Obrer Socialdemòcrata Rus, on va conèixer joves que compartien el seu amor per la poesia i la van presentar als poetes simbolistes russos, que li van causar una profunda impressió. El 1909 aquests amics la van presentar a Ilià Erenburg, una reunió que va ser significativa per a tots dos. Durant un temps van ser inseparables (van mantenir una breu relació sentimental) i va ser ella qui va introduir Erenburg a la poesia moderna i va inspirar els seus primers versos, tal com descriu a les seves memòries. Leslie Dorfman Davis escriu: «A part de la poesia, Erenburg i Movšenson compartien un impuls satíric que va provocar la desaprovació d'alguns dels seus camarades més vells. […] Movšenson i Erenburg [conjuntament] van publicar dues revistes, Bívxie liudi ('persones anteriors') i Tíkhoie semeistvo ('una família tranquil·la'), en què "més aviat càusticament, sense cap mena de reverència, es burlaven de les maneres del cercle bolxevic, i insultaven fins i tot els 'caps' (Plekhànov, Lenin, Trotski) i, per tant, van tenir una resposta sensacional". […] Tot i que es van barallar i Erenburg es va enamorar d'una altra dona, Ekaterina Schmidt, ell i Movšenson van seguir sent amics i van mantenir correspondència fins a la seva mort.» Mentre era a París, Liza es va familiaritzar amb escriptors russos i francesos i es va allunyar de la seva afiliació amb els bolxevics; a diferència d'altres membres de la comunitat d'emigrats (però com Erenburg), parlava francès i es trobava immersa en la vida intel·lectual i artística de la ciutat. Va ser també a París que va publicar els seus primers poemes.
El 1914 es va graduar a l'escola de medicina, i després de l'esclat de la Primera Guerra Mundial, va treballar durant uns mesos en un hospital de Nancy i després va ajudar a dirigir un hospital militar de nova organització a Neuilly-sur-Seine. Al març de 1915, es va assabentar que els metges russos que s'havien entrenat a l'estranger se'ls va demanar que tornessin i rebessin diplomes russos perquè poguessin servir al front oriental, i va tornar a Rússia a través d'un vaixell de vapor cap a Grècia i un tren a través dels Balcans. A la seva arribada a Petrograd, va trobar la família plorant la mort del seu pare; va obtenir el seu diploma a la Universitat de Tartu i el títol de lekar (metge) al juliol i va anar al front de Galítsia, on va romandre fins a l'abril de 1917 supervisant una divisió epidemiològica del 8è Exèrcit. Va ser durant aquest període que va conèixer a un enginyer anomenat Lev Davídovitx Polonski a Kíev; es van convertir en amants i van tenir un fill, Mikhaïl (1916-1995). Tot i que no es van casar (la relació va acabar per culpa d'una altra dona amb qui ell ja estava compromès), Liza va agafar el seu cognom (fou coneguda com a Polónskaia durant la resta de la seva vida) i ambdós van mantenir correspondència. Tanmateix, Lev li va demanar que es casés amb ell després de morir la seva dona, però ella s'hi va negar, i va preferir la seva independència). Va deixar el seu infant amb la seva família i va tornar breument al front.

## Carrera
Al seu retorn final a Petrograd a la primavera de 1917, va tenir poc temps per a la política o la literatura; per tal de donar suport a la seva família, que es trobava en una situació complicada després de la mort del seu pare, va ocupar un lloc d'ajudant d'un metge de la beneficència municipal a l'illa Vassílievski i va ser només espectadora quan es va produir la Revolució d'Octubre. Des de llavors fins als anys trenta, va treballar en diferents àmbits mèdics soviètics, combinant la medicina amb la seva tasca com a escriptora. A l'hivern de 1918-19 escrivia en els seus moments lliures, i quan es va assabentar (per un anunci al tramvia) dels cursos que oferia l'Estudi de Traductors a l'editorial Literatura Mundial, recentment creada per Maksim Gorki, immediatament es va dirigir a la Casa Muruzi i es va inscriure a les classes de poesia de Nikolai Gumiliov i de teoria literària de Víktor Xklovski. Va ser allà on va conèixer i fer amistat amb els escriptors que ben aviat formarien els Germans Serapion; estava especialment propera a Lev Lunts, a qui anomenava «el més serapionista» del grup, i amb qui compartia la seva insistència en la independència artística i la importància de la literatura occidental (a diferència de l'«escitisme» o exclusivitat russa, que era popular en aquell moment). Fins i tot després de la lenta dissolució del grup (al voltant de l'època de l'emigració de Lunts el 1923 i la seva prematura mort el 1924), va mantenir contacte amb diversos serapionistes i els seus amics, particularment Veniamín Kaverin i Kornei Txukovski. Va publicar el seu segon recull de versos, Sota una pluja de pedra, rus: Под каменным дождем, el 1923; en el moment del seu tercer recull, Un calendari obstinat, rus: Упрямо календарь el 1929, havia començat a passar «de la poesia estrictament lírica a les balades, els poemes narratius i els retrats literaris». A partir de la dècada del 1920 va treballar com a traductora (va començar amb The Ballad of East and West de Rudyard Kipling) i va traduir al rus obres de Shakespeare, Victor Hugo, Julian Tuwim i d'altres, a més de l'èpica armènia David de Sassun. Txukovski també la va ajudar a establir-se com a poetessa per a nens.

### Dècada del 1930 i 1940
El 1931 Polónskaia va deixar la pràctica de la medicina per convertir-se en escriptora a temps complet, centrada en esbossos en prosa; El canvi de l'escriptura creativa al periodisme era habitual entre les poetesses de l'època, com per exemple la seva amiga Maria Xkápskaia. Cap al final de la dècada «patia d'una malaltia del cor preocupant, cosa que interferia amb el seu treball i contribuïa a brots recurrents de desesperació», però poc després de la invasió alemanya de Rússia ella i la seva família van haver de marxar de Leningrad pels Urals, primer a Polazna i després (des de novembre de 1942) a Mólotov. Durant aquest període va treballar com a metgessa escolar, però al seu retorn a Leningrad el 1944 va tornar a ser escriptora a temps complet.

### Postguerra
Després de la guerra, va patir contratemps tant personals com professionals. El desembre de 1945, la seva estimada mare va patir un ictus, i va morir el gener del 1946, i la seva projectada novel·la sobre la reconstrucció de Leningrad, Gorod, 'la ciutat', va ser rebutjada per l'editorial, fet que obligà l'escriptora a tornar una bestreta que ja havia gastat (va tractar d'aconseguir que Litfond, el fons literari dels escriptors, pagués l'avançament a canvi de l'obra literària). A més, la jdànovsxina de finals de la dècada del 1940 no va ser només dolorosa per a ella a causa dels atacs viciosos a amics com Mikhaïl Zósxenko, sinó que també era perillós per a ella per la seva associació amb els Germans Serapion, els principis dels quals ara eren considerats herètics pel partit i la persecució de jueus i metges implicats en el Complot dels Metges de principis de 1953. Tot i que va continuar treballant com a traductora i periodista (els seus esbossos van ser publicats gairebé exclusivament a Gudok, 'xiulet de tren'), el seu únic llibre publicat entre 1945 i 1960 fou Sobre les seves espatlles, rus: На своих плечах (1948), una col·lecció de breus articles en prosa sobre l'heroisme de les joves infermeres de la Creu Roja a Leningrad durant la guerra, que va ser revisada favorablement. A finals dels anys cinquanta va ser destituïda bruscament del seu càrrec com a cap de la secció de traductors de la Unió d'Escriptors. No obstant això, el 1960 va poder publicar una col·lecció de la seva poesia, i una altra, a continuació, el 1966 (totes dues consistien majoritàriament en treballs anteriors, amb alguns poemes nous). També va començar a publicar seleccions de les seves memòries, tot i que mai no va poder publicar-les en forma de llibre (finalment es va publicar una col·lecció el 2008). La malaltia la va obligar a deixar d'escriure el 1967, i va morir el gener del 1969.

## Recepció
Tot i que Polónskaua va ser molt respectada a la dècada del 1920 —el 1926, el crític Dmitri Mirsky la va anomenar «la més dotada de les joves poetesses»— va caure en obscuritat, tant per la dificultat de continuar una carrera com a mare soltera com per motius polítics. El seu nom es va tornar a esmentar amb el renaixement de l'interès pels Germans Serapion a partir dels anys seixanta, però només com a membre d'aquest grup; la major atenció que va rebre fins a la publicació de l'estudi crític de Leslie Dorfman Davis, Serapion Sister, el 2001, fou per part de Wolfgang Kasack, qui va escriure que la seva poesia era «clara i bella», evitava una emoció evident i, de vegades, semblava prosaica, «actuava sobre el lector a través de la seva humilitat i profunditat del pensament sol».
Víktor Xklovski va escriure sobre ella:
| «                                                            | Com A. Veksler, Ielizaveta Polónskaia portava guants negres a les mans. Era el signe del seu orde. Polónskaia escriu poemes. A tot el món, és una doctora, una persona tranquil·la i forta. Jueva, però no una imitador. La seva sang és bona i espessa. Escriu poc. Té uns bons poemes sobre la Rússia actual. Als tipògrafs els agradava. | » |
| — Víktor Xklovski, A Sentimental Journey: Memoirs, 1917-1922 | |   |

## Obres

### Poesia
- Знамения, 'signes', Petrograd: Erato, 1921.
- Под каменным дождём, 'sota una pluja de pedra', Petrograd: Poliàrnaia zvezdà, 1923.
- Упрямый календарь, 'un obstinat calendari', Leningrad: Izdàtelstvo pissatelei, 1929.
- Года: Избр. стихи, 'anys: versos seleccionats', Leningrad: Izdàtelstvo pissatelei, 1935.
- Новые стихи, 1932-1936, 'nous versos, 1932-1936', Leningrad: Goslitizdat, 1937.
- Времена мужества, 'temps de coratge', Leningrad: Goslitizdat, 1940.
- Камская тетрадь, 'quadern del Kama', Mólotov: Molotóvskoie oblastnoie izdàtelstvo, 1945.
- Стихотворения и поэма, 'versos i poema llarg', Leningrad: Sovetski pissátel, 1960.
- Избранное, 'favorits', Moscou i Leningrad: Khudojestvennaia literatura, 1966.
- Стихотворения и поэмы, 'versos i poemes llargs', Sant Petersburg: Casa Puixkin, 2010.

### Prosa
- Поездка на Урал, 'viatge als Urals', Leningrad: Priboi, 1927.
- Люди советских будней, 'persones de la vida quotidiana soviètica', Leningrad: Izdàtelstvo pissatelei, 1934.
- На своих плечах, 'sobre les seves espatlles', Moscou i Leningrad: Lenizdat, 1948.
- Города и встречи, 'ciutats i trobades', Moscow: Nóvoie literatúrnoie obozrénie, 2008.
- Посланник, 'el missatger', pòstumament, 1989.[32]